# Rechnungshof (Südkorea)
Der Rechnungshof (koreanisch: 감사원;  englisch Board of Audit and Inspection, kurz BAI) wurde aufgrund von Artikel 97 der Verfassung errichtet und bildet das oberste Organ der staatlichen Finanzkontrolle Südkoreas. Obwohl der Rechnungshof unter der direkten Zuständigkeit des Präsidenten Südkoreas steht, soll er unabhängig agieren. Seit dem 2. Januar 2018 ist der ehemalige Richter Choe Jae-hyeong Präsident des Rechnungshofes.

## Geschichte
Der Rechnungshof geht auf zwei Behörden zurück, die bereits kurz nach der Gründung Südkoreas errichtet wurden. Am 4. September 1948 wurde durch den Präsidenten Rhee Syng-man auf Grundlage der Verfassung von 1948 das Board of Audit (심계원) als oberste Rechnungsprüfungsanstalt gegründet, welches die Haushalts- und Wirtschaftsführung der Zentralregierung, der örtlichen Regierungsstellen und der von der Regierung eingesetzten Organisationen auf Ordnungsmäßigkeit und Wirtschaftlichkeit prüfen sollte. Die bereits am 28. August 1948 auf Grundlage des Government Organization Act (정부조직법) gegründete Commission of Inspection (감찰위원회) überwachte und kontrollierte die Aufgaben der Mitarbeiter der zentralen und lokalen Regierungen sowie der staatlichen Organisationen. Beide Behörden bestanden bis zum 19. März 1963.
Die rechtliche Grundlage der Gründung des Rechnungshofes wurde mit dem Verfassungsreferendum vom 17. Dezember 1962 während der Militärregierung von Park Chung-hee geschaffen. Am 20. März 1963 wurde der Rechnungshof unter der Zuständigkeit des obersten Rates für den nationalen Wiederaufbau gegründet. Der erste Präsident der Behörde war Lee Won-yeop. Am 17. Dezember 1963 trat das Rechnungshofgesetz (englisch: Board of Audit and Inspection Act; koreanisch: 감사원법) in Kraft, welches die Aufgaben des Rechnungshofes, die Qualifikationen seiner Mitglieder und den Umfang der Dienststellen und Beamten regelt. Die letzte Novellierung des Gesetzes erfolgte am 4. August 2015.
Im Juni 1965 trat der Rechnungshof der Internationalen Organisation der Obersten Rechnungskontrollbehörden (INTOSAI) bei und ist seit August 1979 Mitglied deren regionaler Arbeitsgruppe, der Asiatischen Organisation der Obersten Rechnungskontrollbehörde (ASOSAI).

## Organisation
Der Prüfungsausschuss (englisch: Council of Commissioners, koreanisch: 감사위원회의) des Rechnungshofes besteht inklusive des Präsidenten des Rechnungshofes aus sieben Mitgliedern. Während die Verfassung (Artikel 98) eine Mitgliederzahl von mindestens fünf und maximal elf, inklusive des Präsidenten des Rechnungshofes, vorsieht, wurde mit der Novellierung des Rechnungshofgesetzes vom 5. Januar 1995 (Artikel 3) die Mitgliederzahl auf genau sieben festgelegt.
Ein Mitglied des Prüfungsausschusses wird vom Präsidenten des Rechnungshofes nominiert und vom Präsidenten Südkoreas ernannt (Artikel 5). Die Amtszeit eines Mitgliedes beträgt vier Jahre und erlischt automatisch mit dem Erreichen von 65 Jahren (Artikel 6). Eine zweite Amtszeit von vier Jahren ist nach der Verfassung (Artikel 98) zulässig. Als Voraussetzung zur Ernennung als Mitglied muss eine von folgenden Bedingungen erfüllt sein: der Kandidat muss für mindestens acht Jahre im höheren Staatsdienst tätig gewesen sein, zehn oder mehr Jahre als Richter, Staatsanwalt, Militärrichter oder Staatsanwalt gearbeitet haben, mindestens acht Jahre als Professor (mindestens Associate Professor) an einer Hochschule tätig gewesen sein oder 20 oder mehr Jahre bei einem börsennotierten Unternehmen gearbeitet haben, wobei in diese Zeit mindestens fünf Jahre als Vorstand fallen müssen (Artikel 7). Ein Mitglied darf während seiner Amtszeit weder Mitglied der Nationalversammlung sein, ein Beamter einer Verwaltungsbehörde sein, ein Unternehmen betreiben oder Mitglied einer Organisation sein, die ihm eine Remuneration bezahlt (Artikel 9). Auch eine Mitgliedschaft in einer politischen Partei oder sonstige politische Aktivitäten sind während der Amtszeit verboten (Artikel 10).
Der Präsident des Rechnungshofes (englisch: Chairman; koreanisch: 원장) wird vom Präsidenten Südkoreas mit der Zustimmung der Nationalversammlung ernannt (Artikel 4). Seine Amtszeit beträgt vier Jahre und kann um eine zweite verlängert werden (Verfassung, Artikel 98). Die Amtszeit erlischt automatisch mit 70 Jahren (Artikel 6). Sollte der Präsident des Rechnungshofes seine Aufgaben nicht wahrnehmen können, so übernimmt das Mitglied des Prüfungsausschusses mit der längsten Amtszeit kommissarisch dessen Aufgaben. Sollten zwei oder mehr Mitglieder die gleiche Zeit im Amt sein, so übernimmt der Älteste von ihnen die Aufgaben (Artikel 4).
Der Rechnungshof wird administrativ vom Generalsekretär geleitet. Ihm unterstehen zur Zeit vier Stellvertreter, die die verschiedenen Gruppen, Büros und Dienststellen innerhalb des Rechnungshofes koordinieren.

## Aufgaben
Die Verfassung Südkoreas legt fest, dass der Rechnungshof für die Rechnungsprüfung der Anstalten des öffentlichen Rechts zuständig ist. Die genauen Aufgaben des Rechnungshofes wurden durch das Rechnungshofgesetz spezifiziert.
Der Rechnungshof überprüft die Buchführung des Staates und ob die zur Verfügung stehenden Ressourcen mit Bedacht ausgegeben wurden. Dazu muss der Minister für Strategie und Finanzen am Ende des Jahres seine Buchführung an den Rechnungshof übergeben. Nachdem der Rechnungshof die Buchführung überprüft hat, präsentiert der Minister für Strategie und Finanzen den Bericht des Rechnungshofes am 31. Mai des folgenden Jahres der Nationalversammlung. Sollte während der Prüfung des Rechnungshofes vorsätzliche Misswirtschaft oder ein schwerwiegender Buchführungsfehler vorliegen, so muss die verantwortliche Person die notwendigen Entschädigungen für die Berichtigung vornehmen. Der Rechnungshof kann in einem solchen Fall auch ein Disziplinarverfahren einleiten.

## Präsidenten
Die folgende Tabelle gibt eine Übersicht über alle Präsidenten des Rechnungshofes seit dessen Gründung am 20. März 1963. Nicht verzeichnet sind die kommissarischen Leiter der Behörde sowie die Präsidenten der Vorgängerbehörden.
| Nr. | Name            | Amtszeit           | Amtszeit           | Regierung              |
| Nr. | Name            | Anfang             | Ende               | Regierung              |
| --- | --------------- | ------------------ | ------------------ | ---------------------- |
| 1   | Lee Won-yeop    | 20. März 1963      | 11. Juli 1963      | Militärregierung       |
| 2   | Han Shin        | 12. Juli 1963      | 15. Dezember 1963  | Militärregierung       |
| 3   | Lee Zoo-il      | 19. Februar 1964   | 18. Februar 1968   | Dritte Republik        |
| 4   | Lee Zoo-il      | 19. Februar 1964   | 3. Juni 1971       | Dritte Republik        |
| 5   | Lee Suck-jae    | 31. Juli 1971      | 26. Februar 1972   | Dritte Republik        |
| 6   | Lee Suck-jae    | 1. August 1972     | 31. Juli 1976      | Vierte Republik        |
| 7   | Shin Doo-young  | 22. September 1976 | 1. September 1980  | Vierte Republik        |
| 8   | Lee Han-kee     | 22. September 1980 | 15. April 1981     | Vierte Republik        |
| 9   | Lee Han-kee     | 16. April 1981     | 4. September 1982  | Fünfte Republik        |
| 10  | Jung Hea-taek   | 21. September 1982 | 7. April 1984      | Fünfte Republik        |
| 11  | Hwang Young-shi | 28. Juni 1984      | 15. April 1985     | Fünfte Republik        |
| 12  | Hwang Young-shi | 16. Mai 1985       | 3. Juli 1988       | Fünfte Republik        |
| 12  | Hwang Young-shi | 16. Mai 1985       | 3. Juli 1988       | Kabinett Roh Tae-woo   |
| 13  | Kim Young-jun   | 4. Juli 1988       | 3. Juli 1992       |                        |
| 14  | Kim Young-jun   | 4. Juli 1992       | 24. Februar 1993   |                        |
| 15  | Lee Hea-chang   | 25. Februar 1993   | 16. Dezember 1993  | Kabinett Kim Young-sam |
| 16  | Lee Shi-yoon    | 17. Dezember 1993  | 16. Dezember 1997  | Kabinett Kim Young-sam |
| 17  | Han Seang-hun   | 18. August 1998    | 28. September 1999 | Kabinett Kim Dae-jung  |
| 18  | Lee Jong-nam    | 29. September 1999 | 28. September 2003 | Kabinett Kim Dae-jung  |
| 18  | Lee Jong-nam    | 29. September 1999 | 28. September 2003 | Kabinett Roh Moo-hyun  |
| 19  | Jeon Yoon-chul  | 11. November 2003  | 10. November 2007  |                        |
| 20  | Jeon Yoon-chul  | 11. November 2007  | 18. Mai 2008       |                        |
| 20  | Jeon Yoon-chul  | 11. November 2007  | 18. Mai 2008       | Kabinett Lee Myung-bak |
| 21  | Kim Hwang-sik   | 8. September 2008  | 30. September 2010 |                        |
| 22  | Yang Kun        | 3. März 2011       | 26. August 2013    |                        |
| 22  | Yang Kun        | 3. März 2011       | 26. August 2013    | Kabinett Park Geun-hye |
| 23  | Hwang Chan-hyun | 2. Dezember 2013   | 1. Dezember 2017   |                        |
| 24  | Choe Jae-hyeong | 2. Januar 2018     | im Amt             |                        |
| 24  | Choe Jae-hyeong | 2. Januar 2018     | im Amt             | Kabinett Moon Jae-in   |